# Aerosmith (Album)
Aerosmith ist das Debütalbum der US-amerikanischen Hard-Rock-Band Aerosmith. Es erschien im Januar 1973 bei Columbia Records.

## Entstehung
Aerosmith spielten ihr Debüt, das zwischen Rock, Hard Rock und Bluesrock changiert, im Oktober 1972 mit dem Produzenten Adrian Barber (Cream, Vanilla Fudge) im Studio Intermedia in Boston, Massachusetts ein, nachdem sie im Sommer 1972 unter der Ägide von Clive Davis bei Columbia Records einen Plattenvertrag unterschrieben hatten. Zwar hatte Sänger Steven Tyler bereits Studioerfahrung; für einige der anderen Mitglieder war es jedoch der erste Studioaufenthalt. Tyler hatte nahezu alle Stücke des Albums geschrieben. Die Aufnahmen dauerten nur wenige Tage, die Songs hatten die Mitglieder aber etwa ein Jahr lang geprobt. Die Band nahm auch dessen erste und einzige Single, Dream On auf, die sich, im Sommer 1973 veröffentlicht, zu einem ersten Erfolg entwickelte. Aber auch andere Titel des Albums wie etwa Mama Kin avancierten zu Bandklassikern. Als Studiomusiker spielte David Woodford Saxofon bei Mama Kin und Write Me a Letter.

## Rezeption
Das Album erreichte Platz 21 der Billboard-200-Charts sowie Platz 58 in Kanada. Als Longseller erlangte das Album aber über die Jahre zweifachen Platin-Status in den USA wie auch in Kanada. 

## Titelliste
Alle Stücke wurden von Steven Tyler geschrieben, außer wo angegeben.
| Nr. | Titel          | Autor(en)             | Länge |
| --- | -------------- | --------------------- | ----- |
| 1.  | Make It        |                       | 3:41  |
| 2.  | Somebody       | Tyler, Steven Emspack | 3:45  |
| 3.  | Dream On       |                       | 4:28  |
| 4.  | One Way Street |                       | 7:00  |

| Nr. | Titel             | Autor(en)        | Länge |
| --- | ----------------- | ---------------- | ----- |
| 5.  | Mama Kin          |                  | 4:25  |
| 6.  | Write Me a Letter |                  | 4:11  |
| 7.  | Movin’ Out        | Tyler, Joe Perry | 5:03  |
| 8.  | Walkin’ the Dog   | Rufus Thomas     | 3:12  |